# Rhinacanthus xerophilus
Rhinacanthus xerophilus är en akantusväxtart som beskrevs av Adrianus Dirk Jacob Meeuse. Rhinacanthus xerophilus ingår i släktet Rhinacanthus och familjen akantusväxter. Inga underarter finns listade i Catalogue of Life.